# Penetopteryx nanus
Penetopteryx nanus är en fiskart som först beskrevs av Johan Peter Rosén 1911.  Penetopteryx nanus ingår i släktet Penetopteryx och familjen kantnålsfiskar. Inga underarter finns listade i Catalogue of Life.